# Área de conservación Arenal Huetar Norte
El área de conservación Arenal Huetar Norte (ACAHN) es un área que abarca parcialmente la parte norte Costa Rica y forma parte del Sistema Nacional de Áreas de Conservación.

## Áreas protegidas
- Parque nacional Juan Castro Blanco
- Parque nacional Volcán Arenal
- Refugio nacional de vida silvestre Caño Negro
- Refugio de Vida Silvestre Corredor Fronterizo
- Refugio de Vida Silvestre Laguna Las Camelias
- Refugio de Vida Silvestre Maquenque
- Zona de Emergencia Volcán Arenal